# Aralia merrillii
Aralia merrillii är en araliaväxtart som beskrevs av C.B.Shang. Aralia merrillii ingår i släktet Aralia och familjen Araliaceae. Inga underarter finns listade.